# Партия центра (Фарерские острова)
Партия центра (фар. Miðflokkurin) — политическая партия на Фарерских островах, придерживающаяся христианско-демократических ценностей. Занимает консервативную позицию по социальным вопросам, выступая решительно против расширения прав лиц нетрадиционной сексуальной ориентации. Поддерживает дальнейшее расширение права Фарерских островов на автономию без получения формальной независимости от Дании. Лидером партии с 2001 года является Йенис ав Рана, ранее возглавлявший её в 1994-1997 годах.
Учреждена в 1992 году и с тех пор неизменно представлена в Лёгтинге. Наибольшего успеха добилась в 2008 году, получив более 8 % голосов избирателей и проведя 3 депутатов. По итогам выборов 2015 года получила только 2 места из 33 и находится в оппозиции.